# Мухолов-клинодзьоб плямистий
Мухолов-клинодзьоб плямистий (Todirostrum maculatum) — вид горобцеподібних птахів родини тиранових (Tyrannidae). Мешкає в Південній Америці.

## Опис
Довжина птаха становить 9,5-10 см. Голова сіра, верхня частина тіла оливково-зелена. крила чорнуваті з жовтими краями. Горло біле, решта нижньої частини тіла жовта. Горло, груди і боки поцятковані чорнуватими смужками. Дзьоб довгий, плаский. Очі оранжеві. 

## Підвиди
Виділяють п'ять підвидів:

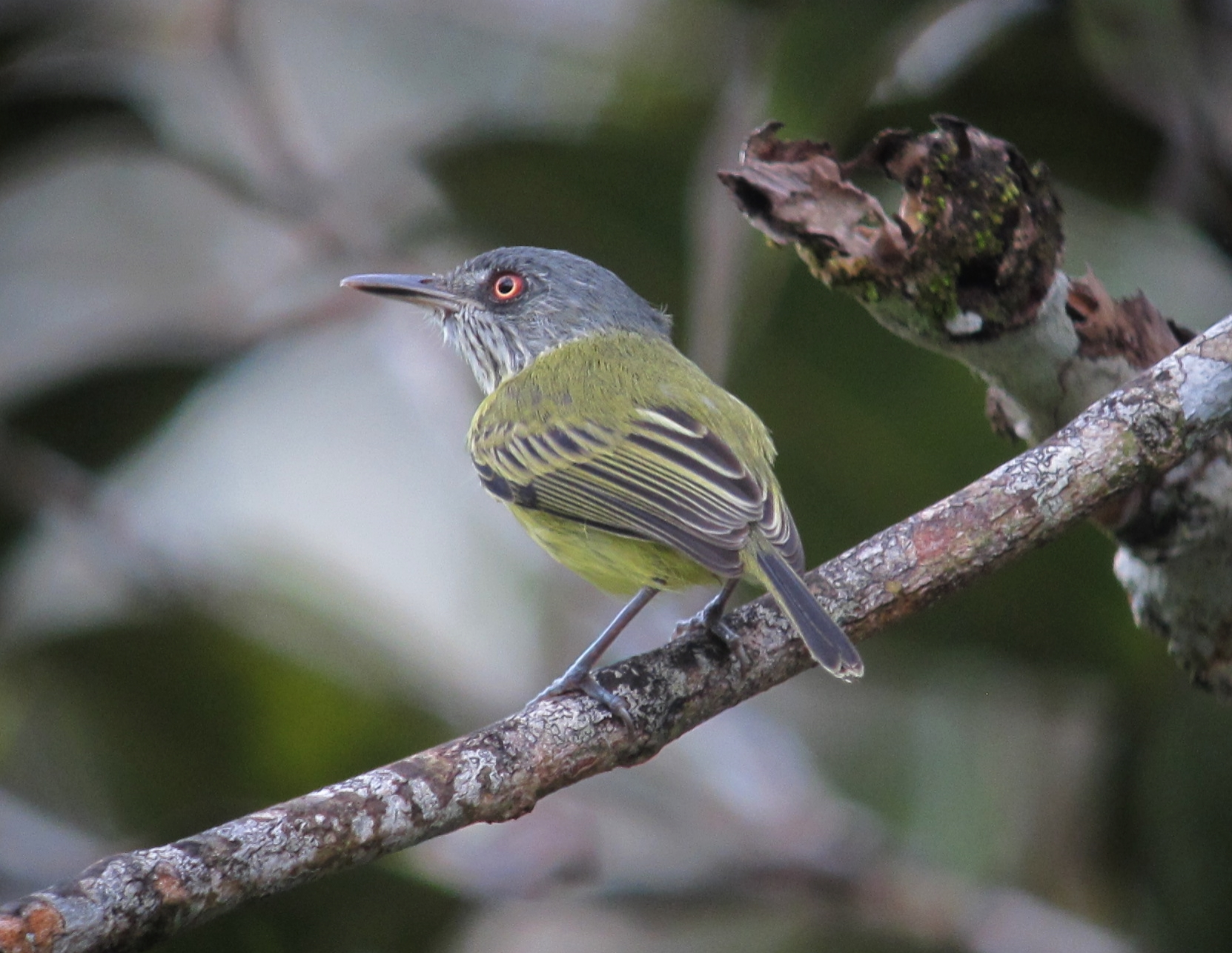
Плямистий мухолов-клинодзьоб

- T. m. amacurense Eisenmann & Phelps Jr, 1971 — північно-східна Венесуела, Гаяна, острів Тринідад;
- T. m. maculatum (Desmarest, 1806) — Французька Гвіана, Суринам, північно-східна Бразилія;
- T. m. signatum Sclater, PL & Salvin, 1881 — південно-східна Колумбія, схід Еквадору і Перу, північно-західна Болівія і захід Бразильської Амазонії;
- T. m. diversum Zimmer, JT, 1940 — центр Бразильської Амазонії;
- T. m. annectens Zimmer, JT, 1940 — північна і центральна Бразильська Амазонія (від Ріу-Бранку до Ріу-Неґру).

## Поширення і екологія
Плямисті мухолови-клинодзьоби мешкають в Колумбії, Венесуелі, Гаяні, Суринамі, Французькій Гвіані, Бразилії, Еквадорі, Перу, Болівії та на Тринідаді і Тобаго. Вони живуть у вологих рівнинних тропічних лісах та на узліссях, в галерейних і мангрових лісах, в чагарникових заростях, на луках, на болотах та у інших водно-болотних угіддях, в парках і садах. Зустрічаються на висоті до 500 м над рівнем моря. Живляться комахами, на яких чатують серед рослинності та ловлять в польоті. Гніздо кулеподібне з бічним входом. В кладці 2 білих яйця, поцяткованих червонуватими плямками. Інкубаційний період триває 15-19 днів, пташенята покидають гніздо через 16-21 день після вилуплення.